# Circo de la Pedriza Posterior

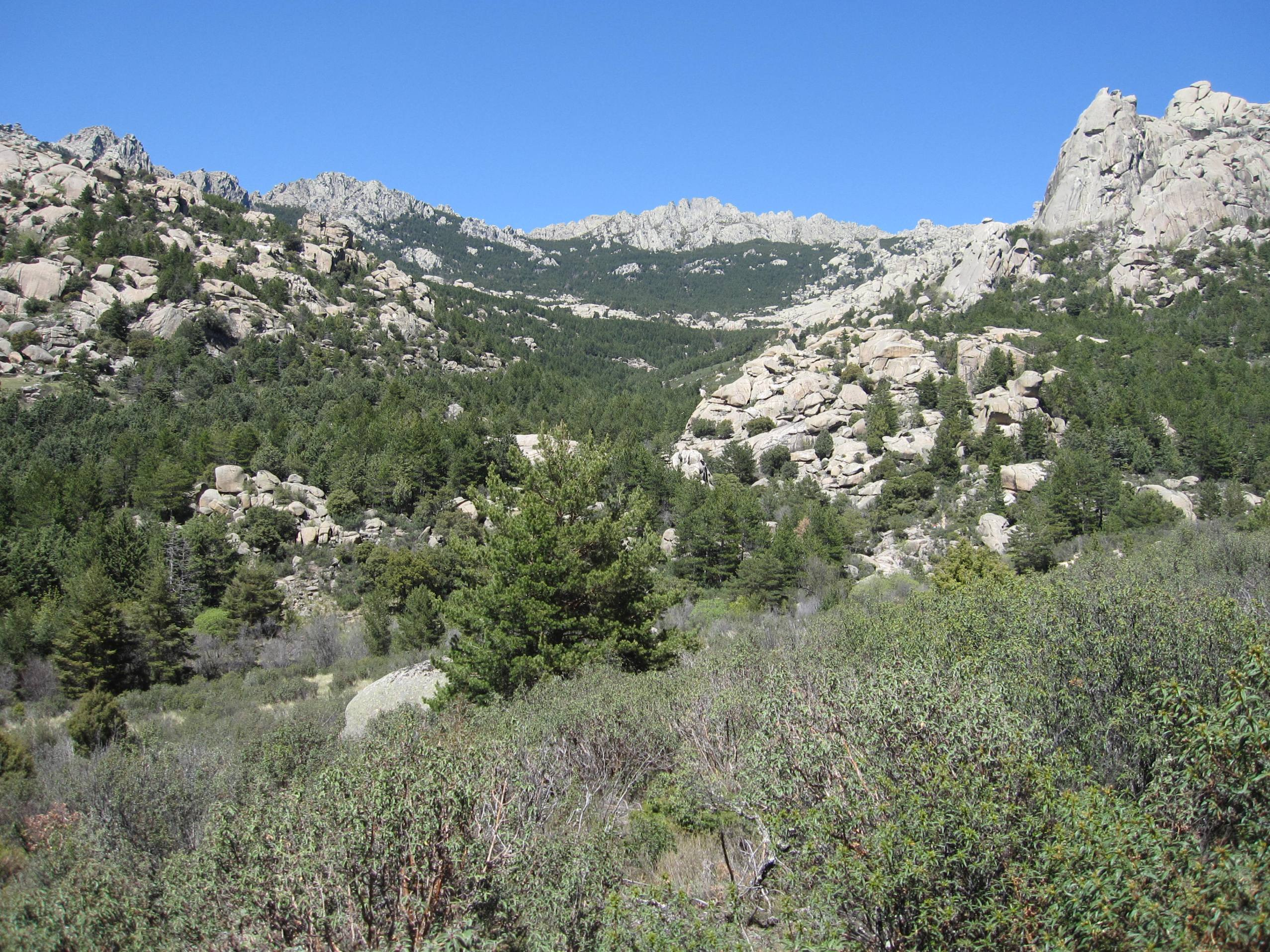
Vista desde el sur del Circo de la Pedriza Posterior.

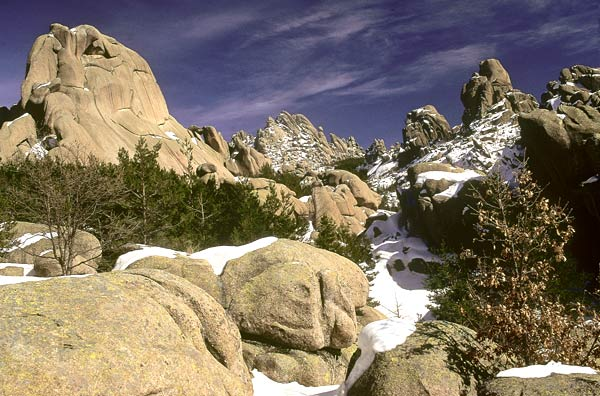
Vista de las Torres de la Pedriza, los riscos más altos del Circo de la Pedriza Posterior.

El Circo de la Pedriza Posterior es una zona montañosa situada en la parte norte de La Pedriza, en el centro de la Sierra de Guadarrama (sierra perteneciente al Sistema Central), y en el noroeste de la Comunidad de Madrid (España). Aunque a este lugar se le llama "circo" porque su relieve es muy similar, no es realmente un circo glaciar ya que sus orígenes no tienen nada que ver con la acción glaciar. 
Se compone de una cresta montañosa con forma de C orientada al sur. Tiene una superficie aproximada de 1.620 hectáreas y los riscos más altos son las Torres de La Pedriza (2.029 m). Estos riscos están en el extremo norte del circo y hacen de límite con la línea de cumbres de Cuerda Larga, una de las alineaciones montañosas más altas de la Sierra de Guadarrama. 
En el circo de la Pedriza Posterior abundan los riscos, canchales y rocas de muy diversas formas, al igual que en el resto de La Pedriza. Uno de los picos más representativos de este lugar es El Pájaro, llamado así por su parecido a un pájaro. A su vez, se intercalan con bosques de pino laricio y silvestre, y con praderas alpinas slpicadas de matorrales bajos de montaña. Las aguas que transcurren por los numerosos arroyos que existen desembocan en el arroyo de la Dehesilla, que a su vez desemboca en el río Manzanares.
El senderismo y la escalada son los dos deportes más practicados en esta zona, la cual está especialmente transitada si se compara con otras de la Sierra de Guadarrama. Existen numerosos senderos y paredes rocosas aptas para la escalada, y el acceso en coche (el restaurante del Canto Cocniho) está a 2 km. El Circo de la Pedriza Posterior ocupa la práctica totalidad de la Pedriza Posterior, la zona más septentrional y elevada de La Pedriza.